# Eben Alexander
Eben Alexander III (Charlotte, 11 de dezembro de 1953) é um neurocirurgião e autor americano. Em 2008, ele entrou em coma induzido enquanto estava sendo tratado de meningite. Seu livro Proof of Heaven: A Neurosurgeon's Journey into the Afterlife (2012) descreve sua experiência de quase-morte enquanto estava em coma. Ele afirma que o coma resultou em morte cerebral, que a consciência não é apenas um produto do cérebro e que ela pode continuar em uma vida após a morte.

## Início da vida e educação
Alexander nasceu em Charlotte, Carolina do Norte. Ele foi adotado por Eben Alexander Jr. e sua esposa Elizabeth West Alexander e foi criado em Winston-Salem, Carolina do Norte, com três irmãos. Ele frequentou a Phillips Exeter Academy, a Universidade da Carolina do Norte em Chapel Hill (A.B., 1975) e a  Duke University School of Medicine (M.D., 1980).

## Carreira médica
Alexander lecionou e teve compromissos no Duke University Medical Center, Brigham and Women's Hospital, University of Massachusetts Medical School, University of Virginia School of Medicine, Boston Children's Hospital, Dana-Farber Cancer Institute e outros.
Enquanto exercia a medicina em Lynchburg, no Lynchburg General Hospital, Alexander foi repreendido pelo Conselho de Medicina da Virgínia por realizar cirurgias incorretamente. Em 2007, por duas vezes em um mês, ele operou o segmento errado da coluna vertebral dos pacientes. Em um dos casos, Alexander não revelou inicialmente seu erro, pois acreditava que a cirurgia tinha sido benéfica, embora não fosse a operação pretendida. Ele foi processado pelo paciente por danos que totalizaram US$ 3 milhões em agosto de 2008. O processo foi arquivado pelo autor em 2009 sem comentários de um advogado. Devido a esses erros, Alexander perdeu temporariamente seus privilégios no hospital e foi forçado a pagar uma multa de US$ 3.500 ao Conselho de Medicina da Virgínia. Alexander concluiu o treinamento em ética e profissionalismo para manter uma licença médica sem restrições no estado.
Em 2008, Alexander era diretor clínico do Brain Program na Focused Ultrasound Foundation em Charlottesville.

## Experiência de quase-morte
Em novembro de 2008, Alexander estava sofrendo de meningite bacteriana que inflamava seu cérebro e sua medula espinhal. Ele estava se debatendo e tendo convulsões, por isso os médicos o colocaram em coma induzido para sua própria segurança.

## Carreira de escritor

### Proof of Heaven
Alexander é autor de Proof of Heaven: A Neurosurgeon's Journey into the Afterlife ("Prova do Céu: A Jornada de um Neurocirurgião Para a Vida Após a Morte") em 2012. O livro fala sobre sua experiência de quase morte enquanto sofria de meningite bacteriana e estava em coma induzido. Alexander descreve como a experiência mudou suas percepções sobre a vida e a vida após a morte.
O livro foi um sucesso comercial, mas também foi alvo de críticas científicas em relação a concepções errôneas sobre neurologia, como a confusão entre coma induzido por medicamentos e morte cerebral. Um artigo de 2013 na revista Esquire refutou muitas das alegações feitas no livro. O médico que tratou de Alexander afirmou que certos detalhes não podem ser verdadeiros, como as alegações de Alexander de que falava claramente em momentos em que teria sido entubado. O artigo da Esquire também relatou que Alexander havia sido demitido ou suspenso de vários cargos em hospitais e havia sido alvo de vários processos por negligência e que ele resolveu cinco processos por negligência na Virgínia em um período de dez anos.
Alexander apresentou palestras relacionadas em todo o mundo, em igrejas, hospitais, escolas de medicina e simpósios acadêmicos, além de aparecer em programas de TV, incluindo o Super Soul Sunday com Oprah Winfrey. Alexander também falou sobre sua EQM no Congresso de Cirurgiões Neurológicos e no Journal of the Missouri State Medical Association, revisado por pares. Proof of Heaven foi incluído na lista de Best Sellers do The New York Times por 97 semanas.

### The Map of Heaven
O segundo livro de Alexander, The Map of Heaven: How Science, Religion, and Ordinary People Are Proving the Afterlife ("O Mapa do Céu: Como a Ciência, a Religião e as Pessoas Comuns Estão Provando a Vida Após a Morte"), foi publicado em outubro de 2014, no qual ele novamente afirmou a existência de uma vida após a morte e que a consciência é independente do cérebro. Alexander enquadrou suas observações com citações de mestres espirituais e as combinou com o trabalho recente de cientistas com o objetivo de unir religião e ciência. Ele fez referências cruzadas de experiências espirituais de leitores e de diferentes religiões para construir seu caso sobre como era o céu. The Map of Heaven foi o número 12 na lista de best sellers do New York Times durante a semana que terminou em 2 de novembro de 2014.

### Living in a Mindful Universe
O terceiro livro de Alexander, Living in a Mindful Universe: A Neurosurgeon's Journey into the Heart of Consciousness ("Vivendo em um Universo Consciente:A Viagem de um Neurocirurgião ao Coração da Consciência") foi escrito em coautoria com Karen Newell, cofundadora da Sacred Acoustics, e publicado em 2017.

## Vida pessoal
Em 2000, Alexander localizou seus pais biológicos, mas inicialmente foi informado de que sua mãe biológica não desejava encontrá-lo. Mais tarde, sua mãe biológica mudou de ideia e concordou em encontrá-lo. Em 2007, Alexander finalmente pôde se encontrar com seus pais biológicos e seus irmãos biológicos.